# Accord de Nauru

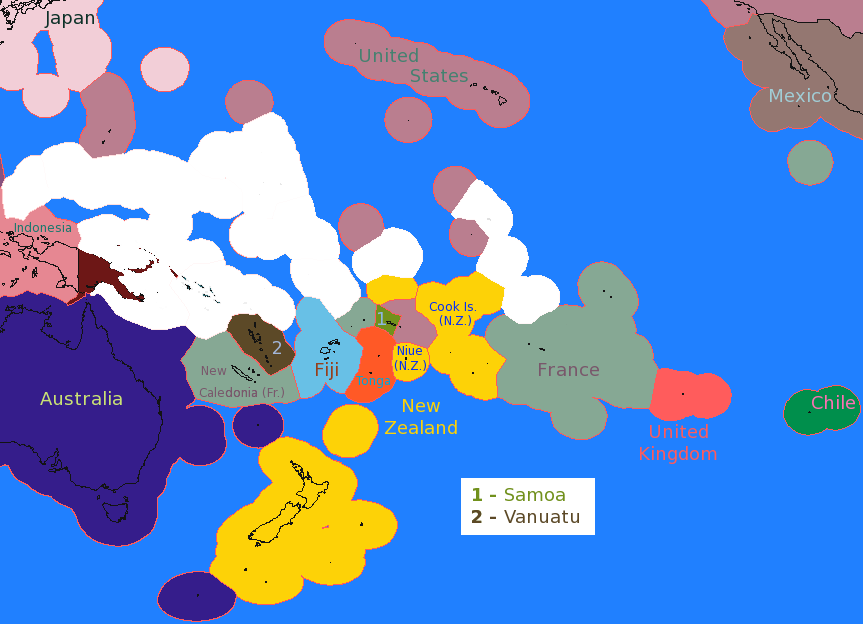
En blanc, les zones économiques exclusives des parties à l'accord de Nauru.

L'Accord de Nauru concerne les ressources halieutiques, et particulièrement le thon. Il est en vigueur depuis 1982 entre huit pays océaniens : États fédérés de Micronésie, Kiribati, Îles Marshall, Nauru, Palaos, Papouasie-Nouvelle-Guinée, Îles Salomon et Tuvalu. La zone concernée par l'accord comprend 25 à 30% de l'approvisionnement mondial en thon, et environ 60% de celui du Pacifique occidental et central. L'abréviation PNA (anglais : Parties to the Nauru Agreement, en français Parties à l'accord de Nauru) est couramment utilisée pour désigner ses membres.
Historiquement, l'Accord de Nauru concerne principalement la limitation de la pêche à la senne. Depuis 2008, il régule les quantités de thon pêchées.

## Situation antérieure
Avant la mise en place de l'accord de Nauru, les huit nations membres ne percevaient qu'environ 50 millions de dollars, soit 2,5 % de la valeur, de la pêche au thon dans leurs eaux. les pêcheurs déclaraient la quantité de poisson pêchée, et devaient reverser cinq pour cent de sa valeur. Cependant, les quantités étaient grossièrement sous-évaluées.
À partir des années 2000, les dispositifs de concentration de poisson sont utilisés. En plus de capturer thons adultes comme juvéniles, ces dispositifs permettent la capture de requins, tortues, et d'autres espèces de poissons, qui sont rejetés à la mer. La surpêche était pratiquée, réduisant la population des poissons. Selon une étude menée à Palau, un tiers de la capture des palangriers hauturiers est composée d'autres espèces que le thon.

## Histoire
L'accord est signé en 1982 et a connu plusieurs évolutions.
En 2008 est mis en place le Vessel Day Scheme consistant à accorder des journées de pêche.
En 2021 est annoncée la mise en place de technologies de surveillance électronique de la pêche, permettant d'identifier les espèces pêchées et la localisation jour et nuit.

## Règles de pêche
Depuis la mise en place de l'accord, les PNA vendent aux enchères des journées de pêche et non plus des quantités de poisson. Le prix minimum d'une journée est fixé à 8 000 $, en pratique il est proche de 12 000 $. En 2015, les États-Unis payent ainsi 90 millions de dollars pour 8 300 jours de pêche, soit 10 843 $ par jour.
En octobre 2010, les huit États membres parties à l'Accord de Nauru (PNA) ont étendu leur interdiction de la pêche du thon à la senne coulissante en haute mer, dans leurs zones économiques exclusives combinées , soit environ 4,5 millions de kilomètres carrés.
Parmi les autres actions récentes des Parties à l'Accord de Nauru, citons l'interdiction de poser des sennes coulissantes autour des requins-baleines, une interdiction de pêcher à proximité des dispositifs de concentration de poissons pendant les mois de juillet, août et septembre afin d'éviter la capture de Thunnus obesus juvéniles (avec une option de prolongation jusqu'à trois mois supplémentaires si les avis scientifiques suggèrent que les stocks de thon en bénéficieraient), une exigence de la présence d'observateurs à bord des senneurs 100 % du temps, une taille minimale des mailles des filets et une exigence de rétention de toutes les captures de thon à bord (pas de rejets).
Bien que Tokelau, territoire sous souveraineté néo-zélandaise, ne fasse pas partie de l'accord de Nauru, un accord de participation est signé en 2019. Tokelau participe aux réunions mais n'a pas de droit de vote, et autorise les bateaux ayant une licence de pêche des PNA à pêcher dans sa zone économique exclusive. En contrepartie, il reçoit sa part de l'argent des droits de pêche.

## Conséquences
En 2020, la région du Pacifique occidental et central est la seule région à avoir une population de thon soutenable.

## Certification MSC
Depuis décembre 2011, la pêcherie des PNA a été certifiée durable selon les normes du Marine Stewardship Council,.
Les PNA ont également créé leur propre certification, Pasifical.

## Récompenses
L'accord de Nauru a été nommée Organisation de l'année 2010 par le magazine d'information régional Islands Business.
L'accord de Nauru a remporté le Seafood Champion Award for Vision au Global Seafood Summit à Malte en 2016. Selon l'Environmental Justice Foundation, la PNA a remporté le prix pour «avoir constaté la nécessité de gérer la pêche au thon du Pacifique occidental et central sur le long terme et de prendre rapidement des mesures efficaces».